# Bard-le-Régulier
Bard-le-Régulier – miejscowość i gmina we Francji, w regionie Burgundia-Franche-Comté, w departamencie Côte-d’Or.
Według danych na rok 1990 gminę zamieszkiwało 90 osób, a gęstość zaludnienia wynosiła 10 osób/km² (wśród 2044 gmin Burgundii Bard-le-Régulier plasuje się na 820. miejscu pod względem liczby ludności, natomiast pod względem powierzchni na miejscu 988.).